# Gerhard Schoberth
 Gerhard Schoberth  (* 5. Juni 1961 in Bayreuth) ist ein ehemaliger deutscher Profiboxer.

## Amateurlaufbahn
Als Amateur feierte Gerhard Schoberth 1983 mit dem Gewinn der Süddeutschen Meisterschaft seinen ersten großen Erfolg. Es folgten insgesamt zwölf Bayerische Meistertitel und der Gewinn der Deutschen Meisterschaft im Mittelgewicht 1984 und 1989 im Halbschwergewicht. 1987, 1988 und 1991 wurde er jeweils Deutscher Vizemeister. Schoberth bezwang in seiner Amateurlaufbahn unter anderem Torsten May, Sven Ottke und dreimal Dariusz Michalczewski.

## Profikarriere
Gerhard Schoberth feierte am 8. September 1995 sein Debüt als Profi mit einem Punktsieg. Am 3. November 1995 gewann er mit einem Punktsieg über Andreas Marks die vakante Deutsche Meisterschaft im Halbschwergewicht.
Am 1. März 1996 boxte er in Frankfurt gegen Fritz Plösser und ging in der 4. Runde KO. Im Rückkampf drei Monate später verlor Schoberth erneut und ging in der 2. Runde schwer KO. Nach den Niederlagen und dem Verlust seines Titels trat Schoberth vom Boxsport zurück.
Heute arbeitet er als Boxtrainer in seiner Heimatstadt Bayreuth.